# Provincia di Osorno
La provincia di Osorno è una provincia della regione di Los Lagos nel Cile centrale. Il capoluogo è la città di Osorno.
Al censimento del 2002 possedeva una popolazione di 221.509 abitanti.

## Geografia fisica
La provincia è divisa in 7 comuni:
- Osorno
- Puerto Octay
- Purranque
- Puyehue
- Río Negro
- San Pablo
- San Juan de la Costa